# Moreby Hall
Moreby Hall est un manoir et un domaine du début du XIXe siècle classés Grade II * à Stillingfleet, Yorkshire du Nord, Angleterre, sur la rivière Ouse. Le manoir est conçu par l'architecte Anthony Salvin pour Henry Preston, le shérif du Yorkshire, en 1828.

## Histoire
Moreby Hall et son parc se trouvent sur un village précédemment peuplé appelé Moreby ou Moorby, le mot scandinave pour "ferme sur le marais" .

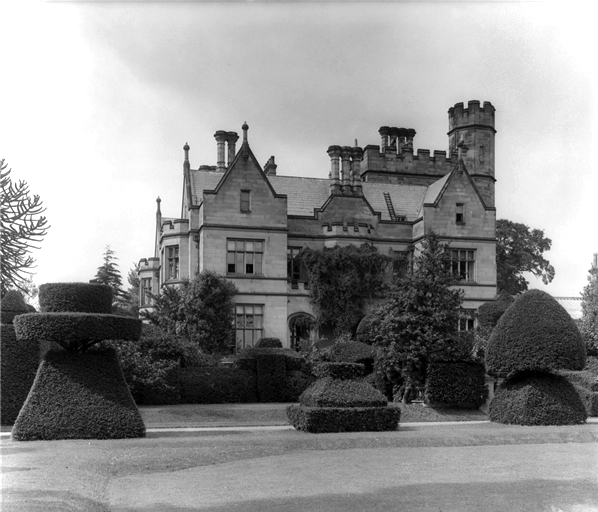
Moreby Hall, 1907

Une famille tire son nom du village; un chevalier, Sir Robert de Moreby, apparaît sur les registres (mort en 1335). Son ancêtre, également Sir Robert de Moreby, a une fille qui épouse Sir William Acclom (ou Acklam) au XVe siècle. Les Accloms s'installent dans le Moreby Hall d'origine. L'église de Stillingfleet, St Helen's, comprend un mémorial à John Acclom de Moreby (décédé en 1611) et à sa femme, Isabel . L'église a une section appelée Moreby Chapel, le lieu de sépulture de la famille de Moreby, datant de l'ère d'Édouard III .
La maison appartient ensuite à la famille Lawson. Le révérend George Lawson est remplacé à son tour par son fils, également George Lawson, qui en 1636 épouse la fille de Marmaduke Boswell. Leur fils, Marmaduke Lawson, a deux fils, mais pas de petits-enfants. L'épouse de Marmaduke, Susannah, est la fille de John Preston, le maire de Leeds en 1692. Le domaine passe ensuite au neveu de Susannah, Thomas Preston, qui le passe à son tour à son neveu, Henry Preston (1779-1857) .

## Manoir actuel

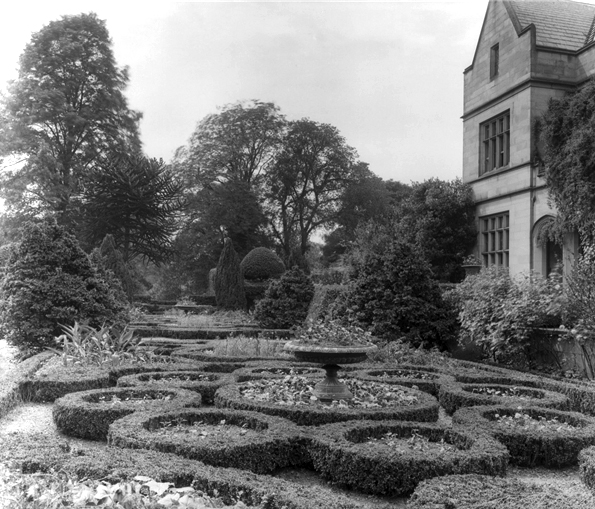
Jardin Moreby Hall, 1907

En 1814, Henry Preston épouse Maria, la fille aînée de Joshua Compton d'Esholt Hall dans le Yorkshire. Preston, le haut shérif du Yorkshire, charge l'architecte Anthony Salvin de construire un nouveau manoir en 1828 . Le coût de la construction, achevée en 1832, est de 40 000 £ .
Moreby Hall est la deuxième grande maison de campagne de Salvin dans le style Tudor, ce que Pevsner note comme «un travail hautement accompli pour un pas encore trentenaire». Moreby est construit en pierre de taille de grès avec un toit en ardoise galloise .
L'intérieur de la maison comprend une salle à manger avec un plafond à caissons et une cheminée en marbre de Jacobethan. Le papier peint oiseau chinois, du XVIIIe siècle, est encore accrochée aux murs du salon .
Dans son livre de 1872, A History of the Gothic Revival, Sir Charles Eastlake qualifie Moreby Hall d'exemple précoce d'un « retour progressif au gothique seigneurial des anciennes demeures anglaises » .
Les jardins en terrasses descendent vers la rivière Ouse . Moreby Hall est classé Grade II * en 1966. La famille Preston est toujours propriétaire de Moreby Hall jusqu'au XXe siècle. Moreby Hall se trouve sur 12,3 acres (4,97 ha) de terrain. Il est mis sur le marché pour 2,8 millions de livres sterling en 2014 ,.